# Chrysler flathead engine
Двигатель Chrysler flathead engine — это автомобильный двигатель с плоской головкой, выпускавшийся корпорацией Chrysler с 1924 по начало 1960-х годов. Двигатель с плоской головкой выпускался в четырёх-, шести- и восьмицилиндровой конфигурации и с различным рабочим объёмом, как с чугунной, так и с литой алюминиевой головкой блока цилиндров. Он устанавливался на автомобили марок Chrysler, DeSoto, Dodge и Plymouth.

## Straight-4
В 1926 году компания Chrysler представила четырехцилиндровую производную от своей новой модели с плоской головкой straight-six. Первоначально использовавшаяся компанией Chrysler,
четырёхцилиндровая модель straight-four устанавливалась на легкие грузовики Plymouth и Dodge начиная с 1929 года и производилась до 1933 года.
Оригинальная версия имела объём 185,8 кубических дюймов (3044 см³) и мощность 38 л. с. (28 кВт). Она производилась только в 1926 году, с уменьшением рабочего объёма до 170,3 кубических дюймов (2791 см³) в 1927 и 1928 годах. Первоначально мощность оставалась такой же, но в 1928 году мощность была увеличена до 45 л. с. (34 кВт).
После появления бренда Plymouth в 1929 году объём базового двигателя был увеличен до 175,4 см³ (2874,3 см³), при этом номинальная мощность осталась прежней. Им также оснащались легкие грузовики Dodge в 1929—1930 годах. В 1930 году объём был снова увеличен до 196,1 кубических дюймов (3213 см³) при мощности 48 л. с. (36 кВт). Двигатель был слегка доработан в 1931 году до 56 л. с. (42 кВт) и в 1932 году до 65 л. с. (48 кВт) только для Plymouth, Dodge продолжал выпускать 48 л. с. (36 кВт) с 1931 по 1933 год. В 1931 году для экспортных рынков была разработана малообьёмная версия с меньшим диаметром цилиндиров, что снизило мощность двигателя с 21 до доналоговых RAC  15,6 л. с.
Chrysler больше не предлагал четырёхцилиндровые двигатели до 1981 года, когда двигатели Chrysler 2.2 и 2.5 стали использоваться на платформе Chrysler K.
| Объём    | Год  | Мощность | Где использовался                    | Диаметр цилиндра  | Ход поршня        |
| -------- | ---- | -------- | ------------------------------------ | ----------------- | ----------------- |
| 3048 см3 | 1926 | 38       | Chrysler model F-58                  | 35⁄8 ″ (92,1 мм)  | 41⁄2 ″ (114,3 мм) |
| 2785 см3 | 1927 | 38       | Chrysler Series 50                   | 35⁄8 ″ (92,1 мм)  | 41⁄8 ″ (104,8 мм) |
| 2785 см3 | 1928 | 38-45    | Chrysler Series 52                   | 35⁄8 ″ (92,1 мм)  | 41⁄8 ″ (104,8 мм) |
| 2785 см3 | 1928 | 45       | Plymouth Model Q                     | 35⁄8 ″ (92,1 мм)  | 41⁄8 ″ (104,8 мм) |
| 2867 см3 | 1929 | 45       | Plymouth U                           | 35⁄8 ″ (92,1 мм)  | 41⁄4 ″ (108,0 мм) |
| 2867 см3 | 1929 | 45       | Dodge 1/2 Ton                        | 35⁄8 ″ (92,1 мм)  | 41⁄4 ″ (108,0 мм) |
| 2867 см3 | 1930 | 45       | Dodge U1-A/B/C                       | 35⁄8 ″ (92,1 мм)  | 41⁄4 ″ (108,0 мм) |
| 3211 см3 | 1930 | 48       | Plymouth 30U                         | 35⁄8 ″ (92,1 мм)  | 43⁄4 ″ (120,7 мм) |
| 3211 см3 | 1931 | 56       | Plymouth PA                          | 35⁄8 ″ (92,1 мм)  | 43⁄4 ″ (120,7 мм) |
| 3211 см3 | 1931 | 48       | Dodge UF-10, U1-B/C                  | 35⁄8 ″ (92,1 мм)  | 43⁄4 ″ (120,7 мм) |
| 3211 см3 | 1932 | 65       | Plymouth PB                          | 35⁄8 ″ (92,1 мм)  | 43⁄4 ″ (120,7 мм) |
| 3211 см3 | 1932 | 48       | Dodge E, UF-10, U1-B/C               | 35⁄8 ″ (92,1 мм)  | 43⁄4 ″ (120,7 мм) |
| 3211 см3 | 1933 | 48       | Dodge UF10, UG20/21                  | 35⁄8 ″ (92,1 мм)  | 43⁄4 ″ (120,7 мм) |
| 2392 см3 | 1931 | n/a      | Plymouth PA (export model, 89 built) | 31⁄8 ″ (79,4 мм)  | 43⁄4 ″ (120,7 мм) |
| 2359 см3 | 1932 | n/a      | Plymouth PB (export model, 58 built) | 37⁄64 ″ (79,0 мм) | 43⁄4 ″ (120,7 мм) |

## Straight-6
Шестерка с плоской головкой объёмом 218 кубических дюймов, использовавшаяся в Plymouth Cranbrook 1951 года выпуска
По сути, существовало две линейки рядных шестерок с плоской головкой, производимых корпорацией Chrysler. Chrysler и DeSoto использовали более длинный блок 25 дюймов (640 мм) с большим расстоянием между цилиндрами, в то время как Dodge и Plymouth использовали блок 23 дюйма (580 мм). Из этого правила есть одно исключение: когда в 1938 году компания Chrysler открыла завод по производству двигателей в Виндзоре, Канада, было решено использовать только длинный блок для всех двигателей канадского производства. Эти двигатели получили в своем обозначении конечную букву «C», став, например, P8C. Благодаря продуманному подбору размеров канадские двигатели объёмом 201 и 218 кубических дюймов имели почти такой же рабочий объём, как и их американские собратья.
Начиная с 1938 года, рядный шестицилиндровый двигатель объёмом 201 куб. дюйм (3299 см³) использовался в тракторе Massey Harris Model 101 (позже известном как 101 Super). Он продолжал использоваться компанией Massey до 1940 года, когда был вытеснен 218 куб. дюймовым (3568 см³). В 1940 году «шестерка» Chrysler объёмом 242 см³ (3966 см³) перешла в «Massey 201 Super», которая просуществовала до 1942 года.
Во время Второй мировой войны шестицилиндровый двигатель с плоской головкой объёмом 251 см³ (4107 см³) использовался в качестве основы для танкового двигателя Chrysler A57.
Последний раз рядный шестицилиндровый Chrysler flathead использовался в автомобилестроении в 1968 году. Его заменил гораздо более эффективный OHV Slant-6, выпущенный в 1960 году, который появился в большинстве грузовиков Dodge начиная с 1961 года. Согласно Стандартному каталогу американских легких грузовиков, в Dodge Power Wagon WM300 до 1968 года использовалась 251 рядная шестерка с плоской головкой, после чего производство Dodge WM300 было прекращено в 1969 году. Плоская головка оставалась в производстве до начала 1970-х годов для промышленного и сельскохозяйственного использования.
Переработанный и переведённый в метрические размеры шестицилиндровый Chrysler flathead выпускался заводом ГАЗ под названием ГАЗ-11 (двигатель) в различных модификациях до 1990 года.